# Statue de Giordano Bruno
La statue de Giordano Bruno est une sculpture en bronze située  Campo de' Fiori à Rome en Italie, à l'endroit où le philosophe a été brûlé le 17 février 1600. La statue a été réalisée par Ettore Ferrari et a été inaugurée le 9 juin 1889.
L'inscription à sa base est :« A BRUNO - IL SECOLO DA LUI DIVINATO - QUI DOVE IL ROGO ARSE »

( français : À Bruno - Le siècle par lui divinisé - Ici où le feu a brûlé  )

## Histoire

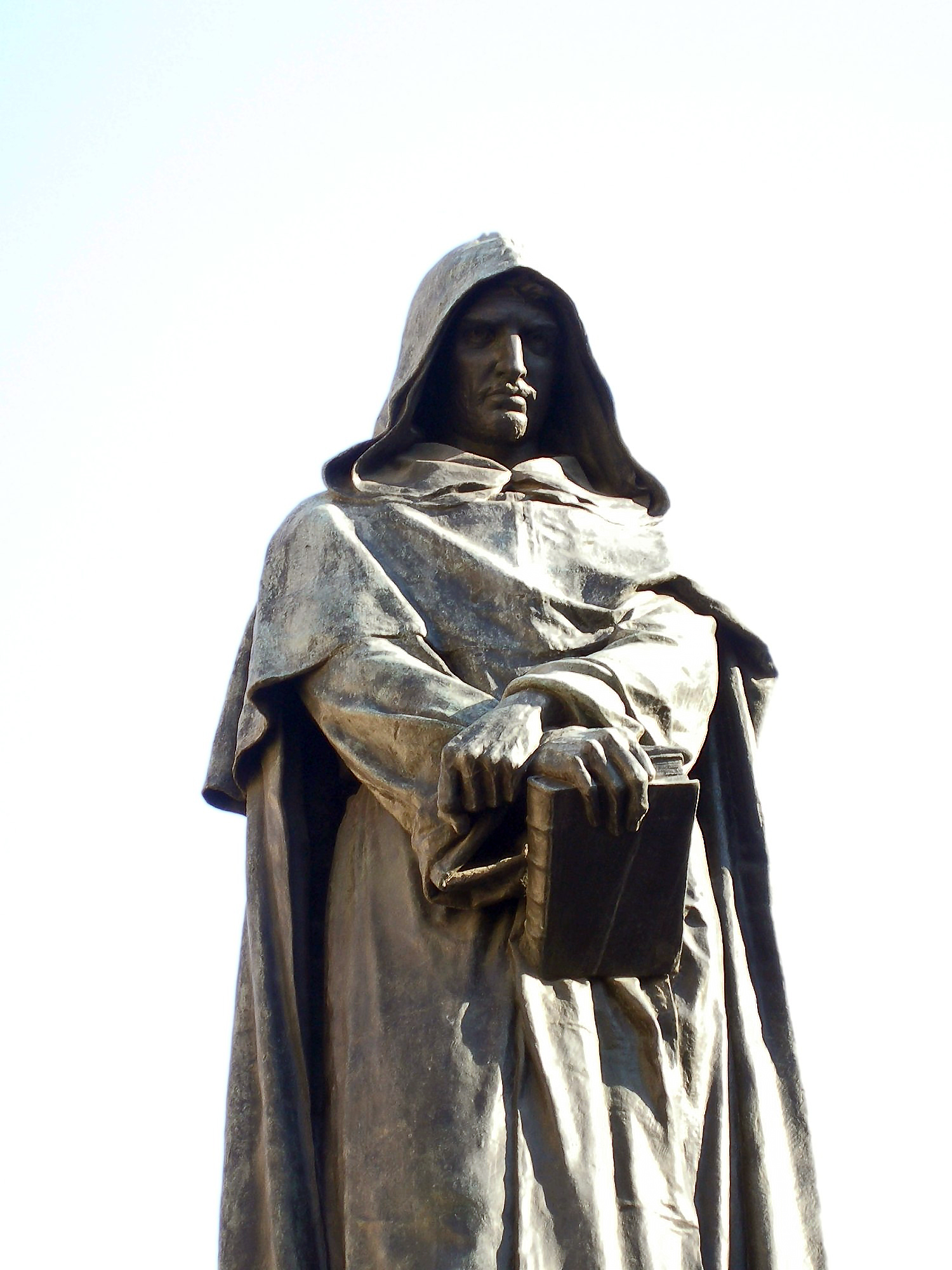
Gros plan sur la statue.

Le sculpteur est Ettore Ferrari qui deviendra le Grand Maître de la Grande Oriente d'Italia, de la juridiction maçonnique d'Italie, était un  partisan de l'unification de l'Italie par rapport à la précédente domination papale de Rome. Ses autres sculptures incluent un monument à Rovigo, en Italie, à Giuseppe Garibaldi, qui s'est battu pour l'indépendance italienne et a défendu la démocratie française contre l'impérialisme prussien pendant la guerre franco-prussienne, 1870-1871.

Le 20 avril 1884, le pape Léon XIII publie l'encyclique Humanum genus. En réponse, les francs-maçons décidèrent de créer une statue du panthéiste Giordano Bruno. La statue a été dévoilée le 9 juin 1889, sur le site sur lequel Bruno a été brûlé vif pour hérésie le 17 février 1600, et le politicien radical Giovanni Bovio a prononcé un discours entouré d'une centaine de drapeaux maçonniques. En octobre 1890, le pape Léon XIII adressa un nouvel avertissement à l'Italie dans son encyclique Ab Apostolici contre la franc-maçonnerie ;  il commente le monument dans le passage suivant :

« Cette œuvre éminemment sectaire, l'érection du monument au célèbre apostat de Nola, qui, avec l'aide et la faveur du gouvernement, fut promu, déterminé et exécuté au moyen de la franc-maçonnerie, dont les porte-parole les plus autorisés n'avaient pas honte de reconnaître son but et de déclarer sa signification. Son but était d'insulter la papauté ; sa signification qu'à la foi catholique doit maintenant être substituée la liberté la plus absolue d'examen, de critique, de pensée et de conscience : et ce que l'on entend par un tel langage dans la bouche des sectes est bien connu. »

## Posterité
Chaque année, à l'occasion de l'anniversaire de son exécution, divers groupes de libres penseurs — maçons, athées, panthéistes — se rassemblent devant le monument, et un représentant de la mairie de Rome dépose une couronne à son pied,.
Une statue d'une figure humaine allongée debout sur la tête conçue par Alexander Polzin représentant la mort de Bruno sur le bûcher a été placée dans la gare de Potsdamer Platz à Berlin, en Allemagne, le 2 mars 2008.